# Resorts World Sentosa
El Resorts World Sentosa es un complejo integrado en la isla de Sentosa, en la costa sur de Singapur. Las principales atracciones incluyen uno de los dos casinos de Singapur, un parque temático de Universal Studios, el Parque acuático Adventure Cove, y un Parque de la Vida Marina, que incluye el oceanario más grande del mundo. El resort de US $ 4.93 mil millones es desarrollado por Genting Singapore, que cotiza en la SGX. Es una de las propiedades de casino más caras del mundo, después de la Marina Bay Sands. El complejo ocupa más de 49 hectáreas (121 acres) de tierra y, cuando este totalmente abierto, dará empleo directo a más de 10.000 personas. Resorts World Sentosa es un complejo muy parecido al Genting Resorts World, Pahang, Malasia y al Resorts World Manila, Filipinas.